# Thẩm Chư Lương
Thẩm Chư Lương (529 TCN — 478 TCN; chữ Hán: 沈诸梁) hay Thẩm Doãn Chư Lương (沈尹诸梁), tự là Tử Cao (子高), tính là Mị (芈), thị là Thẩm Doãn (沈尹), là một nhà chính trị, nhà tư tưởng và tướng nước Sở.

## Thân thế
Ông sống vào đầu thời Xuân Thu - Chiến Quốc, sinh khoảng năm 529 TCN, trong một gia đình công thất nước Sở.
Cha ông là Thẩm Doãn Tuất.
- Một thuyết cho rằng Thẩm Chư Lương thuộc dòng dõi Thẩm Doãn Tử Kính [zh], con trai của Sở Mục vương.
- Một thuyết khác lại cho rằng, tằng tổ[chú 1] của ông, cũng như thủy tổ của Thẩm Doãn thị, là Lệnh doãn nước Sở Công tử Trinh [zh], con trai của Sở Trang vương, một con trai khác của Sở Mục vương và cũng là một trong Xuân Thu Ngũ Bá.[1]

Họ Thẩm Doãn vốn do vị thuỷ tổ làm chức doãn ở đất Thẩm, nên dòng dõi lấy Thẩm Doãn làm họ.

## Tiểu sử
Trong cuộc chiến Ngô- Sở năm 506 TCN, họ đã lập công hộ giá Sở Chiêu Vương đi cầu viện quân Tần. Sau khi Tần Ai Công xuất binh giúp Sở đánh lui Ngô quốc. Thẩm Chư Lương được vua Sở Chiêu Vương phong tước Công và phong đất Diệp làm thực ấp, vùng đất Diệp (nay thuộc thành phố Bình Đỉnh Sơn, tỉnh Hà Nam, Trung Quốc), đồng thời phong đổi họ Thẩm sang họ Diệp. Năm ấy, ông khoảng 24 tuổi.
Từ đó, ông được gọi bằng Diệp công (叶公) hay Diệp công Cao (叶公高), con cháu ông mang họ Diệp, còn những thân tộc vẫn mang họ Thẩm.
Năm 479 TCN, năm thứ 10 Sở Huệ Vương, một lần nữa, từ đất Dịêp, ông đem quân về cứu giá Sở Huệ Vương khi mà Bạch công Thắng (chữ Hán: 白公胜) làm phản chống vua Sở. Sau khi bình loạn, ông được Sở Huệ Vương phong chức lệnh doãn cai quản triều chính và cả chức tư mã thống lĩnh quân đội, điều chưa từng có trong lịch sử nước Sở. Sau khi chỉnh đốn triều đình, ông cử hai người cháu của Sở Bình vương: Công tôn Ninh (con Công tử Thân) giữ chức lệnh doãn, Công tôn Khoan (con Công tử Kết) giữ chức tư mã, rồi lui về đất Diệp an hưởng tuổi già. Đây là chuyện "Diệp Công nhượng hiền" nổi tiếng.
Khi Diệp Công cai quản đất Diệp, ông đã thực hiện chính sách an dân, khuyến nông, khai điền và trị thủy. Ông cho thực hiện công trình thủy lợi Đông-Tây. Bờ Tây trị thủy, bờ Đông tích nước để tưới tiêu cho hàng vạn dặm ruộng đồng. Đây là một trong những công trình thủy lợi tưới tiêu nông nghiệp sớm nhất trong lịch sử Trung Quốc. Dấu tích của công trình này vẫn còn đến ngày nay.

## Khổng Tử bái kiến Diệp công
Năm 489 TCN, khi Khổng Tử cùng các đệ tử chu du thiên hạ, đã đến đất Diệp bái kiến Diệp công, mưu cầu được Diệp công trọng dụng. Khổng Tử ca ngợi những kinh nghiệm cai trị của Diệp công. "Người ở gần thì vui mừng, người ở xa thì kéo đến". Hai người thường đàm đạo về "Đạo trị quốc", và luận bàn về tiêu chuẩn của một người trung thành. Diệp Công bảo: "Một người ngay thẳng thì cho dù cha hắn trộm dê thì hắn vẫn phải đứng ra làm chứng". Khổng Tử nói: "Một người ngay thẳng thì cha làm con giấu, con làm cha giấu, sự ngay thẳng ở trong đó".
Vì nghi ngờ học thuyết của Khổng Tử nên một hôm, Diệp Công hỏi Tử Lộ (đệ tử của Khổng Tử). Tử Lộ nghe xong không đáp, sau đó mới nói lại với thầy. Khổng Tử nghe xong tức giận mắng: "Sao ngươi không nói con người ta lúc giận thì quên cả ăn, lúc vui quên lo, không biết tuổi già đang đến?" Vì bất đồng quan điểm nên Khổng Tử rời đất Diệp trở về phương Bắc. Người đời mới dựa vào đấy mà đưa ra câu chuyên "Diệp Công thích vẽ rồng ".
Khi lâm chung Diệp công có di ngôn rằng: "Các chư khanh, chớ để mưu nhỏ làm hỏng việc lớn, chớ để người được sủng ai làm hại đất nước."

## Diệp Công trong văn hoá
Diệp Công trở thành thủy tổ của họ Diệp. Hằng năm cứ đến tiết Thanh minh những người họ Diệp từ khắp nơi kéo về trước mộ Diệp Công bên bờ sông Lễ để cúng tổ. Ngày này đã thành một lễ hội văn hóa đặc sắc ở huyện Diệp.

## Phụ chú
1. ↑  tức là ông cố hoặc ông cụ